# Dzwonkówka wysmukła

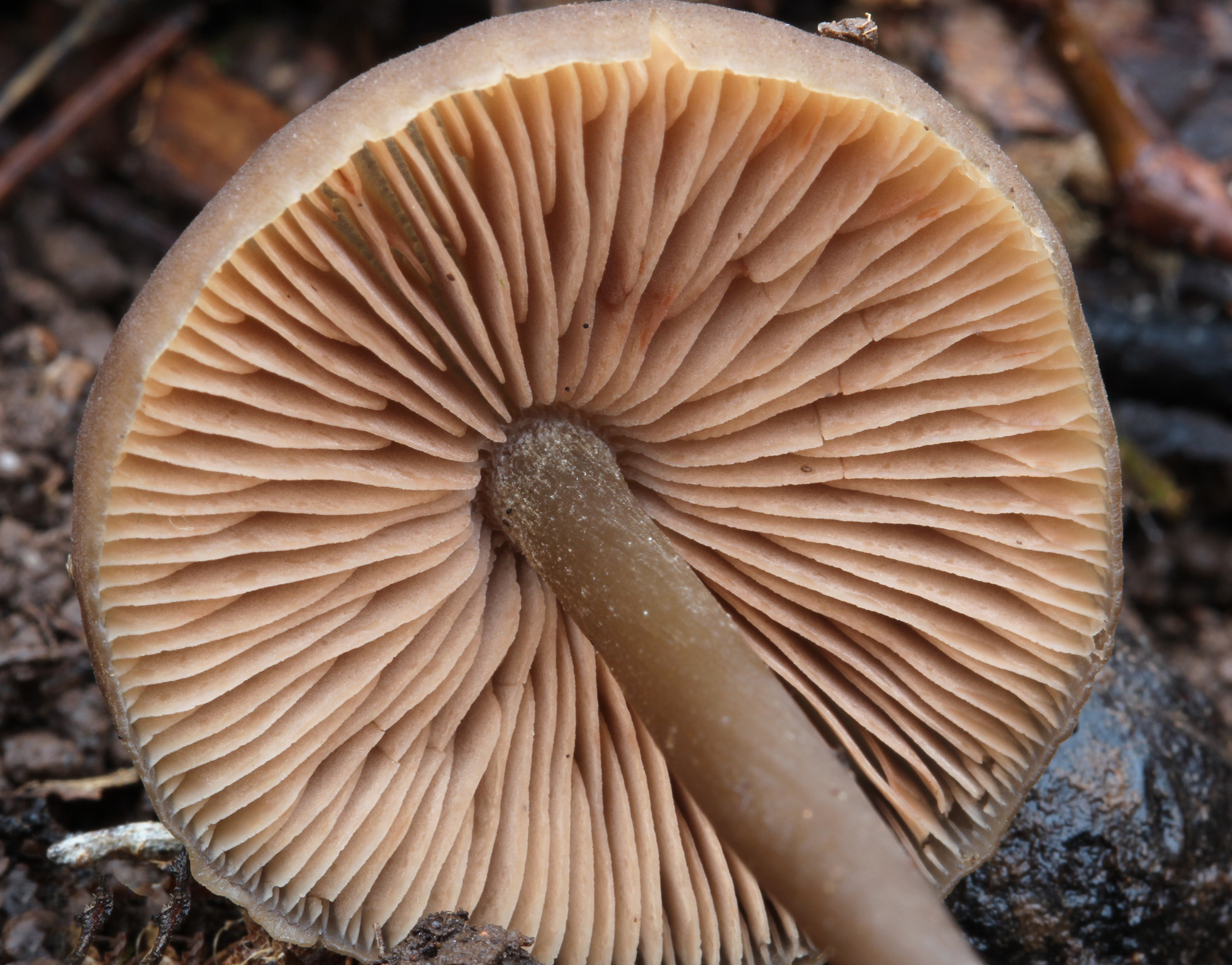

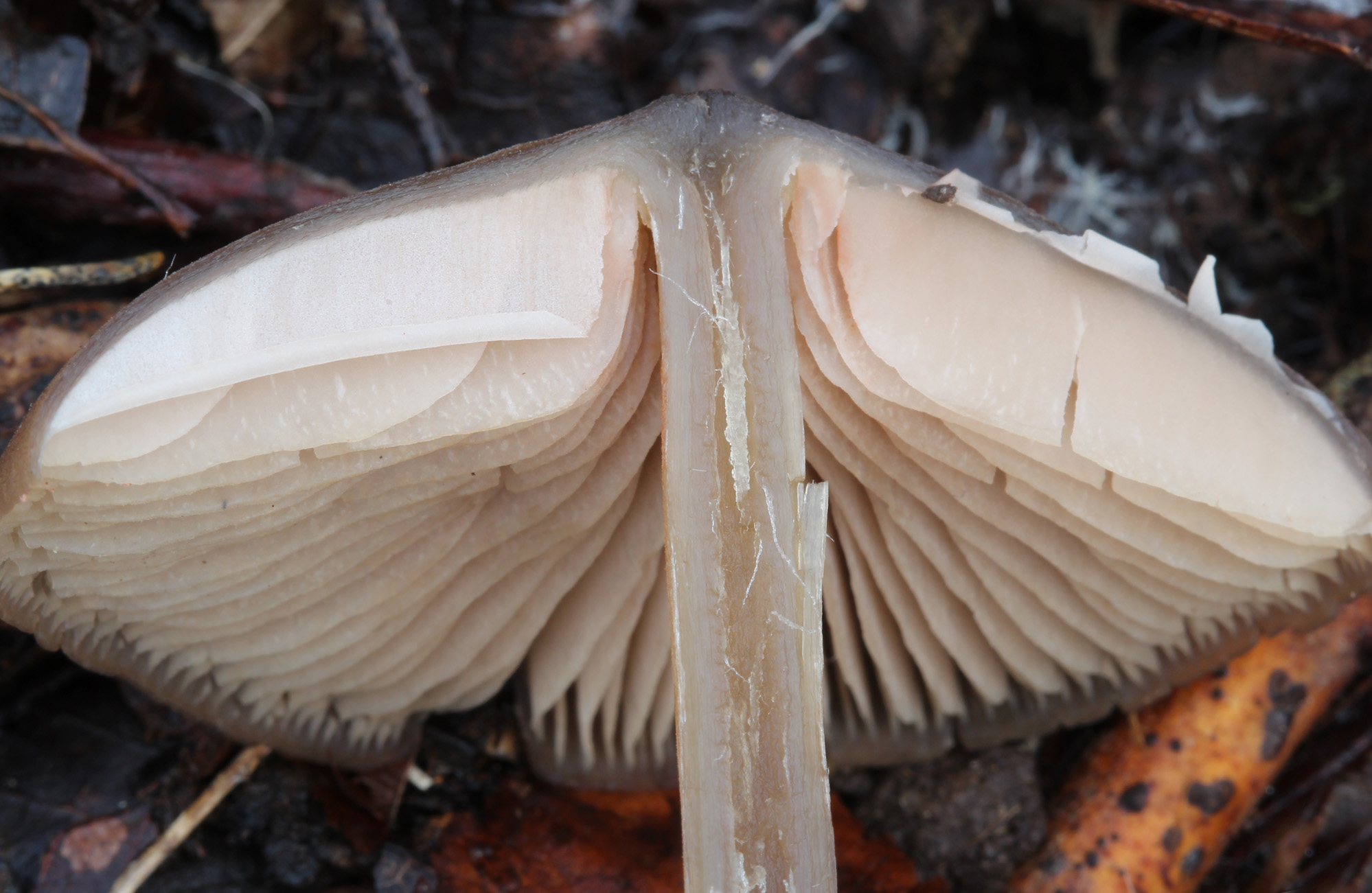

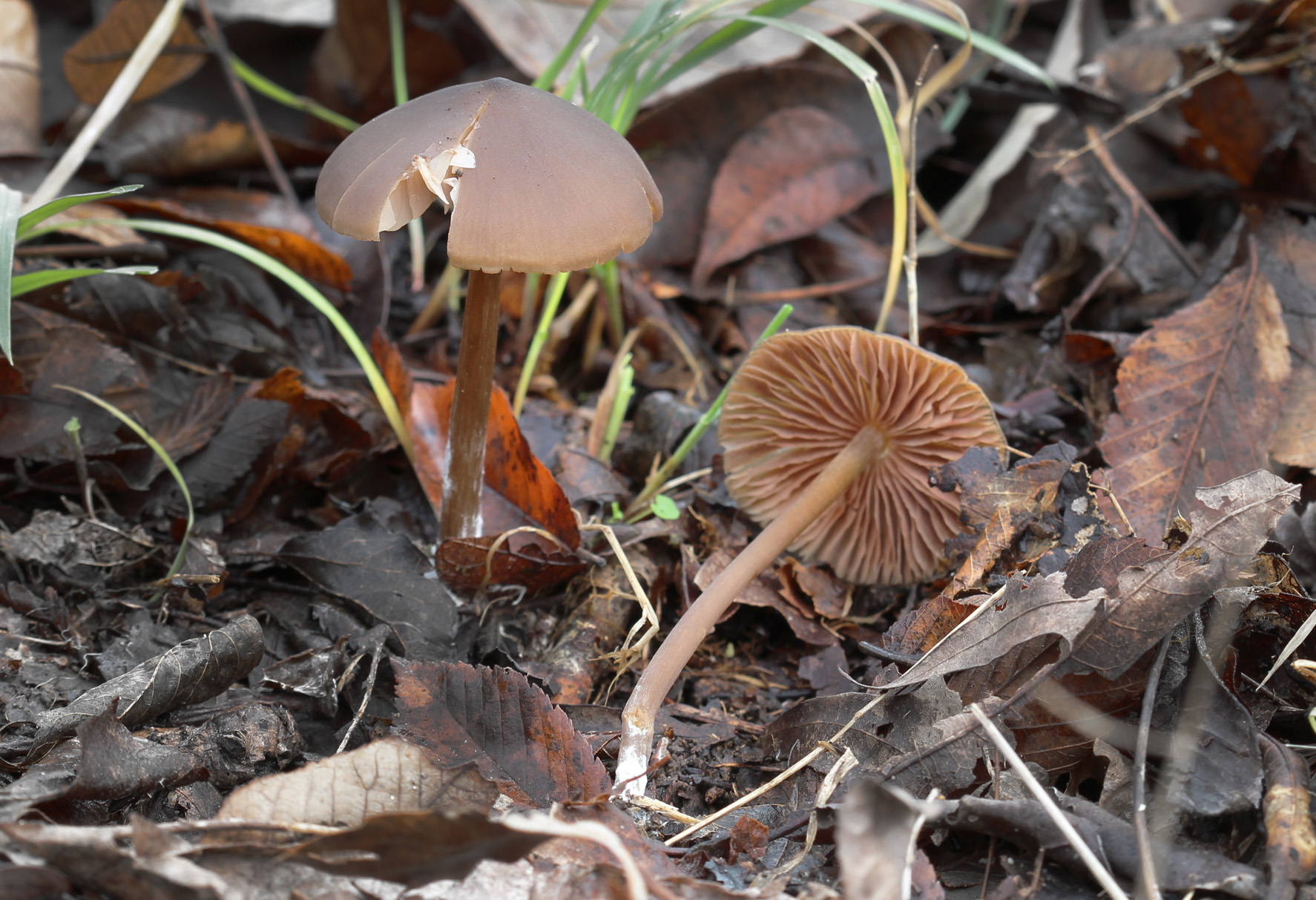

Dzwonkówka wysmukła (Entoloma hebes (Romagn.) Trimbach) – gatunek grzybów z rodziny dzwonkówkowatych (Entolomataceae).

## Systematyka i nazewnictwo
Pozycja w klasyfikacji według Index Fungorum: Entoloma, Entolomataceae, Agaricales, Agaricomycetidae, Agaricomycetes, Agaricomycotina, Basidiomycota, Fungi.
Po raz pierwszy zdiagnozował go w 1954 r. Henri Charles Louis Romagnesi, nadając mu nazwę Rhodophyllus hebes. Obecną, uznaną przez Index Fungorum nazwę. nadał mu J.F. Trimbach w 1981 r. Synonimy:

- Entoloma hirtipes var. hebes (Romagn.) Esteve-Rav. 1990
- Entoloma hirtipes var. obsoletum (Romagn.) Bon 1983
- Entoloma leptopus Noordel. 1980
- Nolanea hebes (Romagn.) P.D. Orton 1960
- Nolanea tenuipes P.D. Orton 1960
- Rhodophyllus hebes Romagn. 1954
- Rhodophyllus mammosus var. obsoletus Romagn. 1954

Nazwę zwyczajową zaproponował Władysław Wojewoda w 2003 r.

## Morfologia
Kapelusz
Średnica 9-40 (-45) mm, początkowo stożkowato-wypukły lub półkulisty, potem płaskowypukły, zwykle z wyraźnym garbem. Brzeg młodych owocników lekko podwinięty, potem prosty, z wiekiem często karbowany lub popękany. Kapelusz silnie niehigrofaniczny. W stanie wilgotnym żółto-brązowy, szaro-brązowy lub czerwonawo-brązowy, przy brzegu i między rozstępami wyraźnie bledszy i półprzezroczysto prążkowany do połowy promienia. W stanie suchym żółtawo-brązowy lub szaro-izabelowaty. Powierzchnia równa, silnie promieniście włókienkowata, w stanie suchym błyszcząca.
Blaszki
W liczbie 20–30, z międzyblaszkami (l = 1–7), średnio gęste, przyrośnięte lub wykrojone. Początkowo bladobrązowe, potem różowe, w końcu brązowo-różowe. Ostrza równe, tej samej barwy.
Trzon
Wysokość 20–85 (–110) mm, grubość 1–3 (–5) mm, cylindryczny, nieznacznie poszerzający się w kierunku podstawy, sztywny, początkowo pełny, potem pusty. Powierzchnia blado czerwonawo-brązowa lub szarobrązowa, jaśniejsza od kapelusza, w górnej części włókienkowata i oprószona, w dolnej włókienkowato-prążkowana. Nigdy nie jest całkiem naga. U podstawy często poskręcane, białe strzępki grzybni.
Miąższ
Cienki, w kapeluszu kruchy, w trzonie bardziej elastyczny. Pod skórką tej samej barwy co powierzchnia, w głębi jaśniejszy. Zapach zazwyczaj silnie zjełczały, podobny do gnijących ogórków, rzadziej słaby lub nieobecny. Smak zazwyczaj mocno zjełczały.
Cechy mikroskopowe
Zarodniki w widoku z boku 7–8-kątowe o wymiarach (8,0–) 8,5–12,0 (–14,0) × (5,0–) 6,0–7,5 (–8,0) μm. Podstawki 24–40 × 7,5–13 μm, 4–zarodnikowe, rzadziej 2-zarodnikowe, ze sprzążkami. Cheilocystydy 25–55 × 4–10 μm, cylindryczne lub maczugowate, zazwyczaj z zaokrąglonymi, rzadko rozdętymi końcami. Trama blaszek regularna, złożona z promieniście ułożonych strzępek o szerokości do 3–9,5 (–13) μm. Warstwa pod skórką dobrze rozwinięta, złożona z rozdętych strzępek o wymiarach 32–80 × 11,5–32 μm. W strzępkach skórki i warstwy podskórkowej inkrustowane, ponadto występuje w nich bladobrązowy wewnątrzkomórkowy pigment. W strzępkach hymenium liczne sprzążki, gdzie indziej rzadkie.
Gatunki podobne
Dzwonkówka wysmukła jest makroskopowo łatwa do rozpoznania dzięki zestawowi charakterystycznych cech: ma smukły owocnik, stożkowaty, błyszczący kapelusz, smukły, kruchy i srebrzyście owłosiony trzon i zjełczały zapach. Mikroskopowo wyróżnia się smukłymi, heterodiametrycznymi zarodniami i cheilocystydami. Dzwonkówka kosmatotrzonowa (Entoloma hirtipes) odróżnia się posiadaniem znacznie większych i szerszych zarodników oraz ciemniejszych kolorów.

## Występowanie i siedlisko
Dzwonkówka wysmukła w Europie jest szeroko rozpowszechniona – występuje od Hiszpanii po północne rejony Półwyspu Skandynawskiego, także w Anglii i Irlandii. Brak jej na Islandii oraz w Europie Wschodniej. W Europie Zachodniej i Północnej jest dość częsta. Na terenie Polski do 2003 r. notowana tylko 2 razy w Świętokrzyskim Parku Narodowym (1978, 1979 r.).
Owocniki wyrastają w grupach na wilgotnych glebach bogatych w próchnicę w lasach liściastych, zwłaszcza pod jesionami i olchami, rzadziej na omszałych łąkach z roślinnością Festuco-Thymetum. Pojawiają się od czerwca do listopada.